# Ishizaka Kimishige

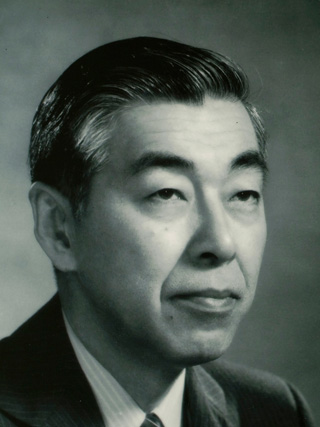
Ishizaka Kimishige

Ishizaka Kimishige (japanisch 石坂 公成; * 3. Dezember 1925 in der Präfektur Tokio; † 6. Juli 2018 in Yamagata) war ein japanischer Immunologe. Er entdeckte 1966, gemeinsam mit seiner Frau Teruko, die Immunglobulin E (IgE) Antikörper, die besondere Bedeutung in der Allergie haben.

## Leben und Wirken
Ishizaka erwarb 1948 seinen M. D. Abschluss als Mediziner an der Universität Tokio und arbeitete dann als Forscher am National Institute of Health, Abteilung Serologie, in Tōkyō. 1954 wurde er in Immunologie promoviert. 1951 bis 1957 forschte er am nationalen Gesundheitsforschungsinstitut Japans (国立感染症研究所, Kokuritsu kansenshō kenkyūjo) in der Abteilung Serologie.
Von 1957 bis 1959 forschte Ishizaka am Caltech und ab 1962 bis 1970 an der Asthma-Klinik und dem Asthma-Forschungsinstitut der University of Colorado Medical School in Denver. Danach war er Associate Professor und ab 1979 Professor für Immunologie an der Johns Hopkins University, was er bis 1980 war. Von 1974 bis 1980 lehrte er zudem an der Universität Kyōto.
Zwischen 1960 und 1966 gelang es Ishizaka, das Immunoglobulin E (IgE) zu isolieren, ein Antikörper, der bei gewissen allergischen Syndromen eine zentrale Rolle spielt, wie bronchiales Asthma und Pollen-Reaktionen.
1983 wurde er Mitglied der National Academy of Sciences und der American Academy of Arts and Sciences, darüber hinaus war er Mitglied der American Association for the Advancement of Science. In den Jahren 1984/1985 fungierte er als Präsident der American Association of Immunologists. 1989 wurde er Direktor am La Jolla Institute for Immunology in Kalifornien.
Ishizaka arbeitete häufig mit seiner Frau Ishizaka Teruko (genannt Terry) zusammen, die ebenfalls Professorin für Immunologie an der Johns Hopkins war, unter anderem bei der Entdeckung der IgE-Antikörper.
Zu Ehren des Ehepaares Ishizaka wurde 1995 der Tag der Allergie eingeführt, um ihrer Forschungsleistungen zu gedenken und um über Allergien aufzuklären.

## Auszeichnungen
- 1972 Passano Award
- 1972 Takeda-Medizinpreis
- 1973 Asahi-Preis
- 1973 Paul-Ehrlich-und-Ludwig-Darmstaedter-Preis
- 1974 Preis der Japanischen Akademie der Wissenschaften
- 1974 Kulturorden
- 2000 Japan-Preis